# Buffalo Stampede
I Buffalo Stampede sono stati una società di pallacanestro statunitense con sede a Amherst, nello stato di New York.
Nacquero nel 2008 per partecipare al campionato PBL, dove disputarono due stagioni, prima di passare alla ACPBL. Scomparvero dopo la stagione 2010-11.

## Stagioni
| Stagione | Lega  | Denominazione    | V | P  | %    | Piazzamento | Play-off |
| -------- | ----- | ---------------- | - | -- | ---- | ----------- | -------- |
| 2009     | PBL   | Buffalo Stampede | 1 | 19 | 5,0  | 4º          | -        |
| 2010     | PBL   | Buffalo Stampede | 3 | 17 | 15,0 | 8º          | -        |
| 2010-11  | ACPBL | Buffalo Stampede | 7 | 7  | 50,0 | 5º          | -        |